# David Banner
 Denne artikel omhandler overvejende eller alene danske forhold. Hjælp gerne med at gøre artiklen mere almen.
Lavell William Crump (født 11. april 1974 i Jackson, Mississippi i USA) er en amerikansk rapper, musiker og skuespiller. Han er bedre kendt for sit kunstnernavn David Banner. Dette navn har han tagt fra CBS serien The Incredible Hulk . David Banner er et ret så ukendt navn i Danmark,[kilde mangler] men han har haft flere store hits i udlandet. Sangen Ain't Got Nothing er muligvis den mest kendte for os i Danmark.
Banner er også en spilbar figur i kampvideospillet Def Jam: Fight for NY fra 2004.

## Diskografi
Album:
- 2000: Them Firewater Boyz, Vol. 1
- 2003: Mississippi: The Album
- 2003: MTA2: Baptized in Dirty Water
- 2005: Certified
- 2008: The Greatest Story Ever Told

## Film
| År   | Titel            | Rolle      | Annet |
| ---- | ---------------- | ---------- | ----- |
| 2007 | Black Snake Moan | Therron    |       |
| 2007 | This Christmas   | Mo         |       |
| 2008 | Days of Wrath    | Kryme      |       |
| 2008 | Vapors           | Biz Markie |       |

## Udmærkelser
- BET Hip Hop Awards
  - 2008, Bedste Hip-Hop Video ("Get Like Me") med Chris Brown & Yung Joc
  - 2008, Bedste producer

- Ozone Awards
  - 2008, Bedste Rap/R&B Samarbejde ("Get Like Me"), med Chris Brown & Yung Joc